# Реал Сарагоса
Реал Сарагоса (ісп. Real Zaragoza) — професійний іспанський футбольний клуб з міста Сарагоса. Заснований 18 березня 1932 року. Грає в іспанській Сегунді. Клуб має у своєму активі Кубок Кубків УЄФА.

## Досягнення
- Кубок Ярмарків:
  - Переможець (1): 1964
- Кубок володарів кубків:
  - Переможець (1): 1995
- Кубок Іспанії:
  - Переможець (6): 1964, 1966, 1986, 1994, 2001, 2004
  - Фіналіст (5): 1963, 1965, 1976, 1993, 2006
- Суперкубок Іспанії:
  - Переможець (1): 2004
  - Фіналіст (2): 1994, 2001